# Synallaxis erythrothorax
El pijuí centroamericano (Synallaxis erythrothorax), también denominado cola espina gris (en Honduras), colaespina chepita, guitio pechirrufo, güitío pecho rufo u hormiguero pepito (todos en México) o pijuí chepita, es una especie de ave paseriforme de la familia Furnariidae perteneciente al numeroso género Synallaxis. Es nativa del sur de México y oeste de América Central.

## Distribución y hábitat
Se dsitribuye desde el sureste y suroeste de México, hacia el sur por Belice, El Salvador, Guatemala, hasta el noroeste de Honduras.
Esta especie es considerada de bastante común a común en sus hábitats naturales: los bordes de bosques húmedos subtropicales y tropicales, de bosques secundarios, crecimientos secundarios de matorrales, hasta los 750 metros de altitud.

## Sistemática

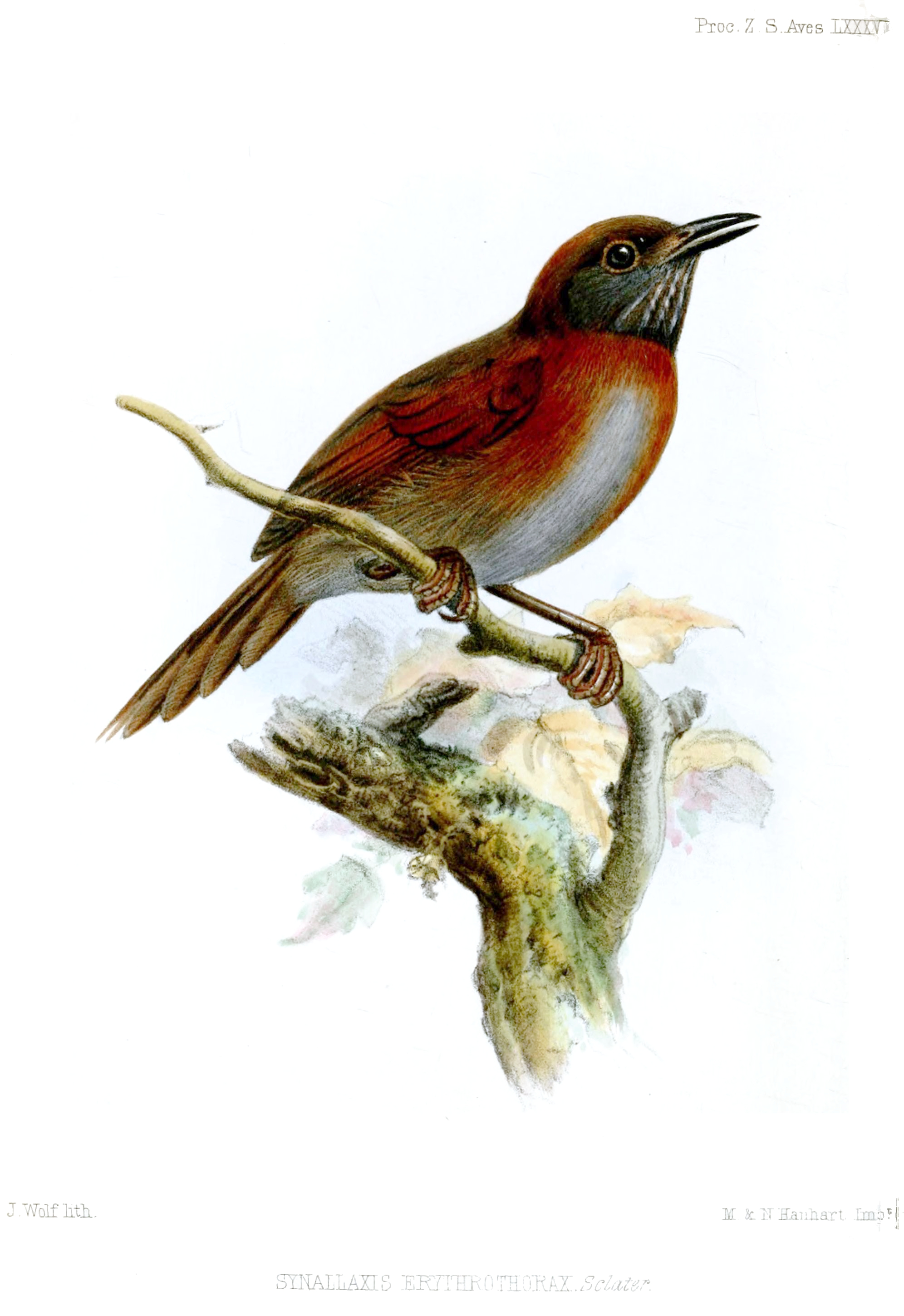
Synallaxis erythrothorax, ilustración de Wolf, en Proceedings of the Zoological Society of London, 1856.

### Descripción original
La especie S. erythrothorax fue descrita por primera vez por el zoólogo británico Philip Lutley Sclater en 1855 bajo el mismo nombre científico; su localidad tipo es: «Honduras».

### Etimología
El nombre genérico femenino «Synallaxis» puede derivar del griego «συναλλαξις sunallaxis, συναλλαξεως sunallaxeōs»: intercambio; tal vez porque el creador del género, Vieillot, pensó que dos ejemplares de características semejantes del género podrían ser macho y hembra de la misma especie, o entonces, en alusión a las características diferentes que garantizan la separación genérica; una acepción diferente sería que deriva del nombre griego «Synalasis», una de las ninfas griegas Ionides. El nombre de la especie «erythrothorax», se compone de las palabras del griego «ερυθρος eruthros»: rojo  y «θωραξ thōrax, θωρακος thōrakos»: pectoral, armadura del pecho; significando «de pecho rojo».

### Taxonomía
Los datos genético-moleculares indican que esta especie es hermana de Synallaxis candei y que el par formado por ambas es hermano de S. kollari.
La subespecie S. e. pacifica ha sido tratada como una especie separada. Las aves norteñas tienden a tener el centro del ábdomen más oscuro y uniforme, pero existe una extensa sobreposición con otras poblaciones más al sur; la subespecie propuesta S. e. furtiva Bangs & J.L. Peters, 1927 (de las tierras bajas caribeñas de México) no es diagnosticable.

### Subespecies
Según las clasificaciones del Congreso Ornitológico Internacional (IOC) se reconocen dos subespecies, con su correspondiente distribución geográfica:
- Synallaxis erythrothorax erythrothorax P.L. Sclater, 1855 –	pendiente caribeña desde el sureste de México (sur de Veracruz y península de Yucatán hacia el sur hasta el norte de Oaxaca y Tabasco) hacia el sur hasta Guatemala, Belice y noroeste de Honduras.

- Synallaxis erythrothorax pacifica Griscom, 1930 – tierras bajas del Pacífico del suroeste de México (sur de Chiapas), Guatemala y El Salvador.

La clasificación Clements Checklist/eBird v.2019 reconoce a S. e furtiva como válida.